# Gran Malo

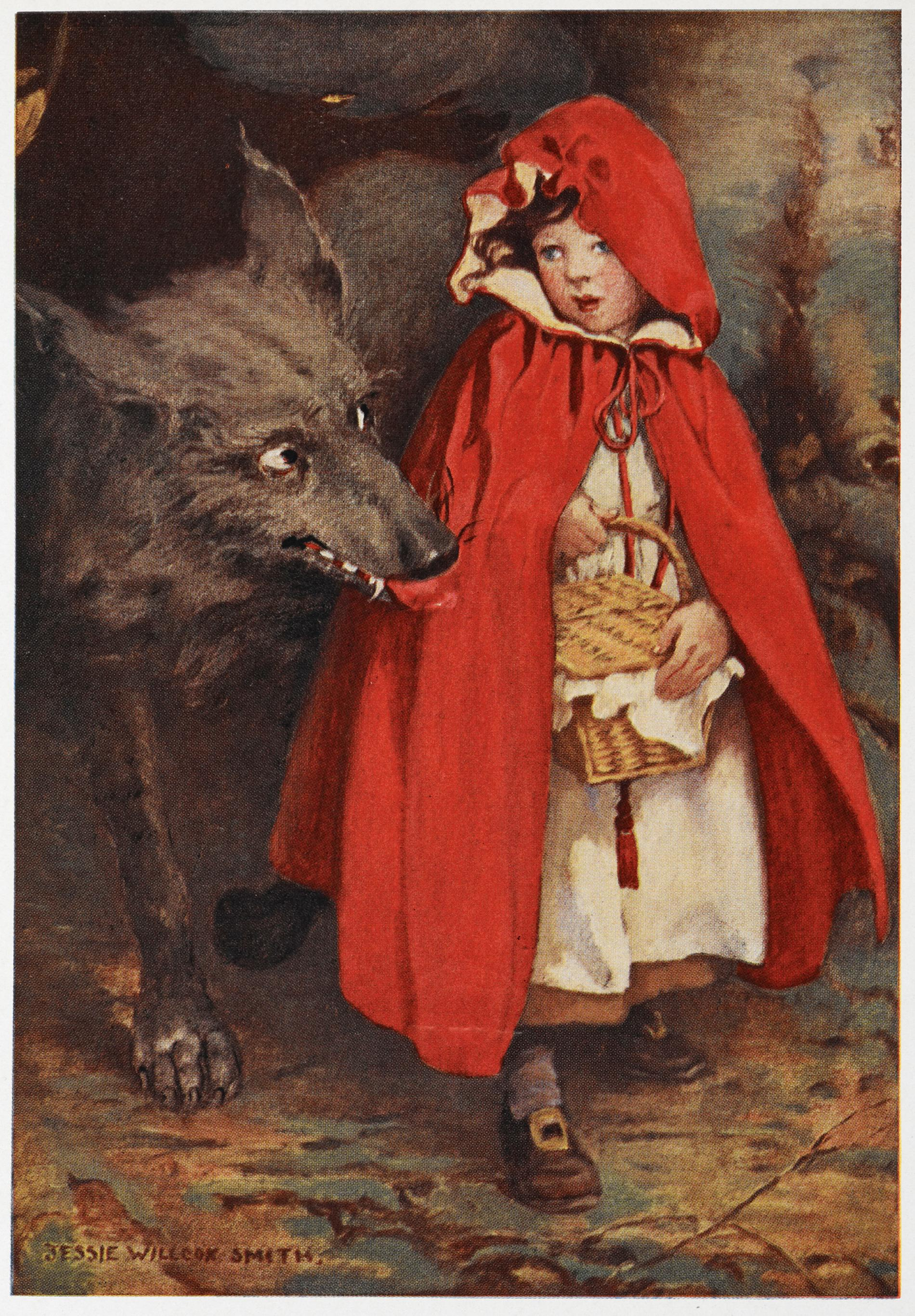
En un libro de 2014, Kimberley McMahon-Coleman y Roslyn Weaver especularon que el Lobo Feroz de los cuentos de hadas como Caperucita Roja puede ser el origen de la frase en Buffy la Cazavampiros.

Gran Malo es un término para describir a un adversario recurrente importante, generalmente el villano o antagonista principal en una serie de televisión o una temporada de transmisión particular de una serie, originalmente utilizado por la serie Buffy the Vampire Slayer. Desde entonces se ha utilizado para describir a los villanos anuales en otras series de televisión, y también se ha utilizado en trabajos académicos que analizan Buffy the Vampire Slayer.
En los juegos, este término suele abreviarse como BBEG, que significa "Big Bad Evil Guy/Gal", una tradición que comenzó en los foros de mensajes del juego de rol de mesa Dungeons & Dragons.

## EnBuffy the Vampire Slayer
El término "Gran Malo" se usó originalmente en la serie de televisión estadounidense Buffy the Vampire Slayer (emitida entre 1997 y 2003). Según el autor Kevin Durand (2009), "Si bien Buffy se enfrenta a diversas formas de maldad en cada episodio, cada temporada de Buffy, la Cazavampiros tuvo su propio villano 'Gran Malo' que domina la serie a lo largo de la misma. El poder del 'Gran Malo' siempre amenaza con acabar con el mundo, pero Buffy finalmente lo vence en el final de temporada". La serie equilibró sus historias episódicas con el avance del gran arco argumental del malo de esa temporada.
El término se usó originalmente en el episodio "Bewitched, Bothered and Bewildered", en el que Buffy Summers describe al recién desalmado Ángel como "la cosa grande y mala en la oscuridad". En el episodio anterior, "Phases", Xander Harris "siendo" el hombre lobo y diciendo: "Soy el lobo feroz". La frase podría tener su origen en varios cuentos de hadas (en particular, "Los tres cerditos" y la canción relacionada) sobre el lobo feroz. La frase "Gran Malo" se usó por primera vez en pantalla en la tercera temporada, en el episodio "Gingerbread", donde Buffy afirma que un símbolo oculto es inofensivo, "no un gran mal". La generación de jerga se fomentó en la sala de guionistas. Marti Noxon, guionista y, con el tiempo, showrunner, afirmó que "Gran Malo" se usaba "mucho antes de que los propios personajes comenzaran a usar la frase". Usar "gran malo" como sustantivo en lugar de usarlo como adjetivo es un cambio funcional que se hizo a menudo en el programa.
El primer villano "Gran Malo" del programa fue El Maestro, interpretado por Mark Metcalf. Según el autor Jan Jagodzinski, la batalla entre Buffy y el malvado Maestro es el tema central de la primera temporada de Buffy, la cazavampiros. El Maestro, como todos los "grandes malos", es un "síntoma de posmodernidad".

David Sims de The Atlantic escribió que Joss Whedon, creador de la serie, creó el modelo para la Edad de Oro de la televisión: 

## En otras películas y series de televisión
El uso de grandes malos se ha vuelto común en las series de televisión de ciencia ficción y fantasía, especialmente con más maratones de series de programas serializados.
En el Arrowverso, después de 8 años y 20 temporadas colectivas, las series Arrow, The Flash, Supergirl y Legends of Tomorrow tuvieron 22 grandes malos, que TVLine clasificó en función de "Historia de fondo convincente, apariencia temible, poderes/habilidades, crueldad absoluta, maldad de la agenda, daño despreciable causado". Pero Dave Golder de Den of Geek cuestionó el uso continuo del recurso argumental del "malo durante toda la temporada".
Dexter y sus spin-offs siempre han contado con Grandes Malos en cada temporada. Greg MacArthur de Screen Rant cree que el mejor Gran Malo de todos es Arthur Mitchell, villano de la cuarta temporada, por ser "el mayor enemigo de Dexter, quien dejó el impacto más devastador en él en toda la serie". Unánimemente acordado por casi todos los críticos y fans, junto con Arthur Mitchell, otros Grandes Malos son Brian Moser, villano de la primera temporada y hermano de Dexter, James Doakes, archienemigo de Dexter y antagonista de la segunda temporada, y Travis Marshall, villano de la sexta temporada, siendo elogiada su relación con el profesor Gellard y el giro de la trama posterior que revela que Gellard es su Pasajero Oscuro.
En el Universo Cinematográfico de Marvel, el gran malo de "La Saga del Infinito" fue Thanos. En "The Multiverse Saga", la actual, el nuevo gran malo es Victor von Doom / Doctor Doom.